# Landkreis Potsdam-Mittelmark
Landkreis Potsdam-Mittelmark is een Landkreis in de Duitse deelstaat Brandenburg. De Landkreis telt 217.954 inwoners (31 december 2020) op een oppervlakte van 2.575,05 km². Kreisstadt van Potsdam-Mittelmark is de stad Bad Belzig.

## Steden
De volgende steden liggen in de Landkreis:
- Beelitz
- Bad Belzig
- Brück
- Havelsee
- Niemegk
- Teltow
- Treuenbrietzen
- Werder (Havel)
- Ziesar

## Gemeenten
| Amtsvrije gemeenten 1. Groß Kreutz (Havel) (8.457) 2. Kleinmachnow (18.451) 3. Kloster Lehnin (11.607) 4. Michendorf (11.258) 5. Nuthetal (8.825) 6. Schwielowsee (9.732) 7. Seddiner See (4.299) 8. Stahnsdorf (13.297) 9. Wiesenburg/Mark (5.130) | Ämter met gemeenten 1. Beetzsee (8.625) 1. Beetzsee (2.779) 2. Beetzseeheide (723) 3. Havelsee (Stad) (3.282) 4. Päwesin (563) 5. Roskow (1.278) 2. Brück (10.675) 1. Borkheide (1.867) 2. Borkwalde (1.518) 3. Brück (Stad) (3.792) 4. Golzow (1.395) 5. Linthe (952) 6. Planebruch (1.151) 3. Niemegk (5.170) 1. Mühlenfließ (971) 2. Niemegk (Stad) (2.218) 3. Planetal (1.064) 4. Rabenstein/Fläming (917) 4. Wusterwitz (5.531) 1. Bensdorf (1.373) 2. Rosenau (996) 3. Wusterwitz (3.162) 5. Ziesar (6.945) 1. Buckautal (521) 2. Görzke (1.467) 3. Gräben (618) 4. Wenzlow (589) 5. Wollin (942) 6. Ziesar (Stad) (2.808) |

Barnim · Brandenburg an der Havel · Cottbus · Dahme-Spreewald · Elbe-Elster · Frankfurt (Oder) · Havelland · Märkisch Oderland · Oberhavel · Oberspreewald-Lausitz · Oder-Spree · Ostprignitz-Ruppin · Potsdam · Potsdam-Mittelmark · Prignitz · Spree-Neiße · Teltow-Fläming · Uckermark
Bad Belzig ·
Beelitz ·
Beetzsee ·
Beetzseeheide ·
Bensdorf ·
Borkheide ·
Borkwalde ·
Brück ·
Buckautal ·
Golzow ·
Görzke ·
Gräben ·
Groß Kreutz (Havel) ·
Havelsee ·
Kleinmachnow ·
Kloster Lehnin ·
Linthe ·
Michendorf ·
Mühlenfließ ·
Niemegk ·
Nuthetal ·
Päwesin ·
Planebruch ·
Planetal ·
Rabenstein/Fläming ·
Rosenau ·
Roskow ·
Schwielowsee ·
Seddiner See ·
Stahnsdorf ·
Teltow ·
Treuenbrietzen ·
Wenzlow ·
Werder (Havel) ·
Wiesenburg/Mark ·
Wollin ·
Wusterwitz ·
Ziesar